# Robert A. Rushworth
Robert Aitken Rushworth est un pilote américain de X-15 né le 9 octobre 1924 et mort le 17 mars 1993.

## Vols réalisés
Il fut l'un des 8 pilotes de X-15 à franchir l'altitude des 50 miles (un peu plus de 80 km), qui est la frontière de l'espace selon la définition de l'USAF.
Le 27 juin 1963, il franchit l'altitude de 285 000 pieds (près de 87 000 m).